# 興南區域

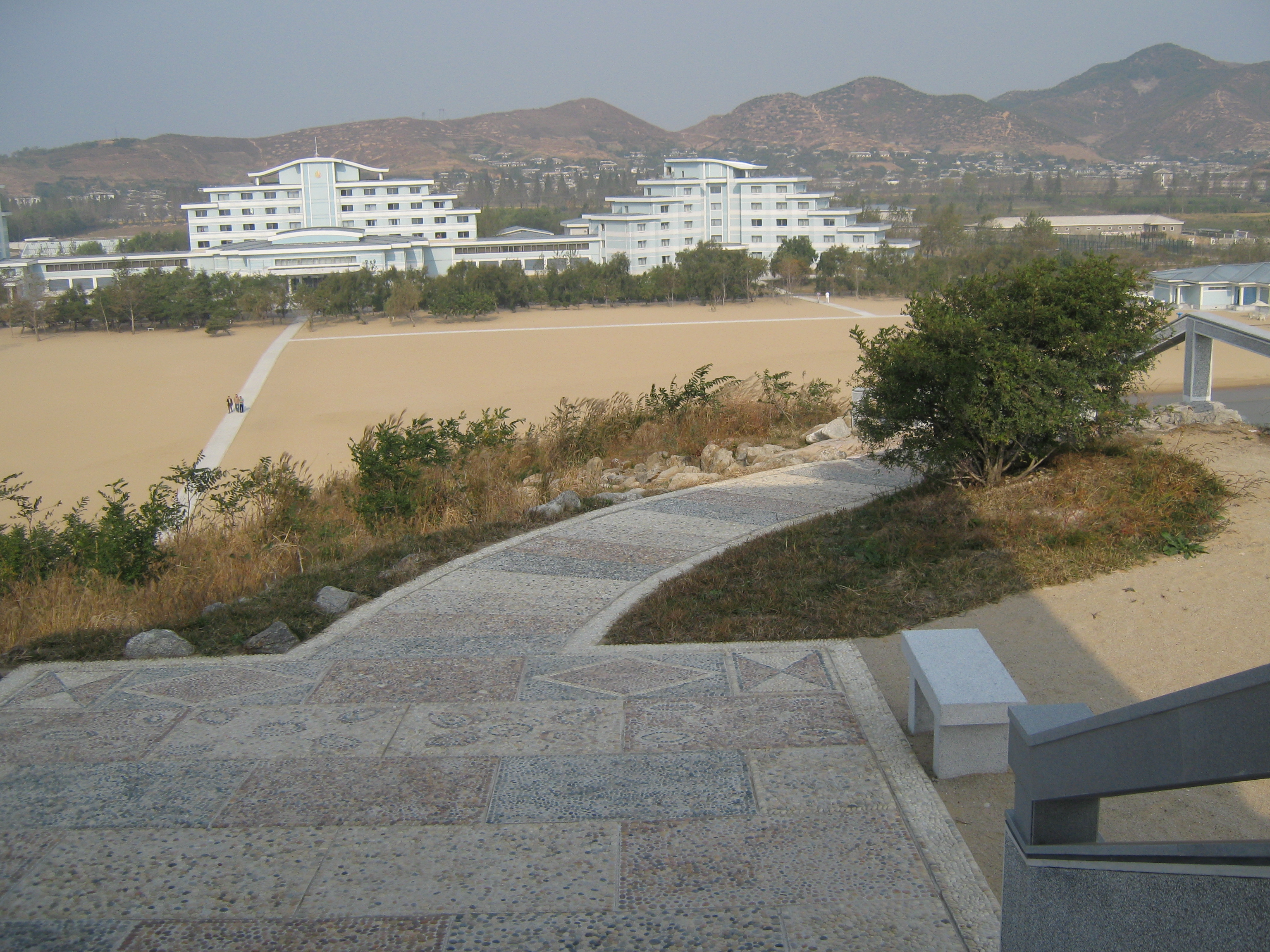
咸兴室内酒店景色

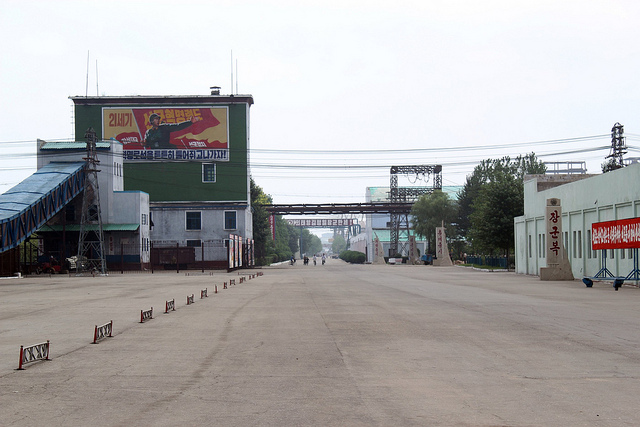
兴南肥料厂

興南區域，是朝鮮民主主義人民共和國咸鏡南道咸興市所屬區域，東朝鮮湾傍的港口和化学工業城市。曾數次編入和分出咸興市，在2006年後正式成為咸興市一部分。全市佔地250平方公里。

## 歷史
在日本統治的1920年代，這里是生產化肥的重工業基地。1944年12月改稱興南府。
日本在二戰戰敗後，多數日本人返回日本，這里成為北朝鮮管理地區。朝鮮戰爭之際這里成為聯合國/大韓民國國軍和中國人民志願軍/朝鮮人民軍反覆爭奪的地方，有100,000人乘美軍戰艦撤離，後被聯合國軍空襲嚴重破壞。後在蘇聯和東歐援助下重建。
在2006年，興南市由一獨立的市編入咸興成為一個區。

## 人口
人口有不同的說法：20萬或45萬；朝鮮政府：官方公佈人口數字是70萬，但這是有爭議的。

## 行政區劃
興南區域有43個洞，一個勞動者區和5個里。

## 經濟
這座城市是朝鮮製造化肥的基地，也被指生產化學武器和火箭液體燃料，也是興南化學工程學院的所在地。
這里也是平羅線其中一站。

## 名人
- 文在寅，大韓民國第19任總統，他的父母和姊姊也是生於興南。